# Evgeny Vladimirovich Alekseev
Evgeny Vladimirovich Alekseev (tiếng Nga: Евгений Владимирович Алексеев; sinh 28 tháng 11 năm 1985) là một đại kiện tướng cờ vua người Nga. Anh vô địch quốc gia năm 2006. Anh từng tham dự Giải vô địch cờ vua thế giới FIDE 2004 và các Cúp cờ vua thế giới 2005, 2007, 2009, 2011 và 2013.

## Sự nghiệp
Alekseev giành huy chương vàng môn cờ vua tại Đại hội thể thao Maccabiah 2001. Năm 2006 Alekseev vô địch Nga sau khi đánh bại Dmitry Jakovenko ở trận playoff. Với chức vô địch Giải cờ vua Aeroflot mở rộng 2007 ở Moskva, Alekseev giành quyền tham dự Giải cờ vua Dortmund 2007. Ở Dortmund anh đồng hạng nhì, xếp sau vua cờ Vladimir Kramnik, đồng hạng với Viswanathan Anand và Péter Lékó. Trong cùng năm, Alekseev khoác áo đội tuyển Nga vô địch Giải vô địch cờ vua đồng đội châu Âu. Năm 2008 Alekseev vô địch Festival cờ vua Biel lần thứ 41 sau khi thắng playoff trước Leinier Dominguez.
Năm 2010 Alekseev ngồi bàn 2 của đội Nga 2 dự Olympiad cờ vua thứ 39 tổ chức tại Khanty-Mansiysk, Nga. Đội của anh về hạng 6 chung cuộc. Năm 2012, anh đồng điểm hạng nhất cùng năm kỳ thủ khác tại Giải vô địch cờ vua Nga. Sau khi đánh playoff cờ nhanh, Dmitry Andreikin vô địch còn Alekseev xếp hạng sáu. Tại Giải vô địch cờ vua cá nhân châu Âu 2013, anh đồng điểm hạng nhất với chín kỳ thủ khác, giành huy chương bạc sau khi xét hệ số phụ. Năm 2017, Alekseev vô địch Sankt Peterburg và giải Tưởng niệm Viktor Korchnoi cũng ở Sankt Peterburg. Ở giải Tưởng niệm Korchnoi anh xếp trên Dmitry Kokarev, Gata Kamsky và Aleksandr Shimanov bằng hệ số phụ. Năm 2019, anh vô địch giải Ferreira do Alentejo mở rộng lần thứ hai với 7,5/9 điểm.